# Mr & Mrs Murder
Mr & Mrs Murder es una serie australiana transmitida del 20 de febrero del 2013 hasta el 15 de mayo del 2013 por medio de la cadena Network Ten.
La serie contó con la participación de actores como Anthony Hayes, Hugo Johnstone-Burt, Ewen Leslie, Stephen Curry, Vince Colosimo, David Whiteley, Ashley Zukerman, Kate Ritchie, Jack Finsterer, Diana Glenn, Peter Phelps, Henry Nixon, Martin Lynes, Steve Bastoni, Ella Scott Lynch, Christian Clark, Madeleine West, Daniel Henshall, Felix Williamson, Damon Gameau, Ryan Johnson, entre otros.

## Historia
La serie se centró en Charlie Buchanan, quien junto a su esposa Nicola Buchanan (Kat Stewart) ponen sus destrezas para resolver crímenes en acción.

## Personajes
| Actor           | Personaje        | Ocupación                         | N.º de episodios | Duración |
| --------------- | ---------------- | --------------------------------- | ---------------- | -------- |
| Shaun Micallef  | Charlie Buchanan | Limpiador de Escenas de Crímenes  | 13               | 2013     |
| Kat Stewart     | Nicola Buchanan  | Limpiadora de Escenas de Crímenes | 13               | 2013     |
| Jonny Pasvolsky | Peter Vinetti    | Detective de Homicidios           | 13               | 2013     |
| Lucy Honigman   | Jess Chalmers    | -                                 | 13               | 2013     |

### Personajes Recurrentes
| Actor          | Personaje | N.º de episodios | Duración |
| -------------- | --------- | ---------------- | -------- |
| Ben Geurens    | Alan      | 5                | 2013     |
| Georgina Naidu | Janine    | 5                | 2013     |

## Episodios
La primera temporada está conformada por 13 episodios.
| #  | Código | Título                       | Director (a)    | Escritor (a)       | Emisión               |
| -- | ------ | ---------------------------- | --------------- | ------------------ | --------------------- |
| 1  | 1      | Early Checkout               | Shirley Barrett | Kirsty Fisher      | 20 de febrero de 2013 |
| 2  | 2      | A Dog's Life                 | Sian Davies     | John Hugginson     | 27 de febrero de 2013 |
| 3  | 3      | En Vogue                     | Sian Davis      | Marieke Hardy      | 6 de marzo de 2013    |
| 4  | 4      | Atlas Drugged                | Shirley Barrett | Bridie O'Neill     | 13 de marzo de 2013   |
| 5  | 5      | Lost Soul                    | Daniel Nettheim | Christine Bartlett | 20 de marzo de 2013   |
| 6  | 6      | The Next Best Man            | Sian Davis      | Sian Davis         | 27 de marzo de 2013   |
| 7  | 7      | Thoroughly Dead Thoroughbred | Peter Salmon    | Jay Barnes         | 3 de abril de 2013    |
| 8  | 8      | A Flare for Murder           | Peter Salmon    | Timothy Hobart     | 10 de abril de 2013   |
| 9  | 9      | The Art of Murder            | Abe Forsythe    | Timothy Hobart     | 17 de abril de 2013   |
| 10 | 10     | Little Boxes                 | Jet Wilkinson   | Harold Jordan      | 24 de abril de 2013   |
| 11 | 11     | Keeping Up Appearances       | Jet Wilkinson   | Katherine Thomson  | 1 de mayo de 2013     |
| 12 | 12     | Zootopia                     | Daniel Nettheim | Jonathan Gavin     | 8 de mayo de 2013     |
| 13 | 13     | The Course Whisperer         | Abe Forsythe    | Timothy Hobart     | 15 de mayo de 2013    |

## Premios y nominaciones
| Año  | Categoría | Premio                            | Nominado (a)    | Resultado |
| ---- | --------- | --------------------------------- | --------------- | --------- |
| 2014 | TV Comedy | Australian Director's Guild Award | Daniel Nettheim | Nominado  |

## Producción
En el 2012 se anunció que los actores Shaun Micallef y Kat Stewart formarían parte del elenco principal de la nueva serie.
La serie cuenta la participación de los escritores Marieke Hardy, John Banas, Christine Bartlett, Doug Macleod, Jonathan Gavin, Glen Dolman, Katherine Thomson y John Hugginson.